# لاو (گروه موسیقی)
لاو (انگلیسی: Love) یک گروه موسیقی راک آمریکایی است که بیشتر در اواخر دهه ۱۹۶۰ و اوایل دهه ۱۹۷۰ فعال بود. رهبری گروه را آرتور لی بر عهده داشت هرچند شماری از مشهورترین کارهایشان ساخته و پرداختهٔ برایان مک‌لین است. لاو از نخستین گروه‌ها با تنوع نژادی در آمریکا بود. سبک موسیقایی گروه از سایکدلیک راک و سایکدلیک پاپ تا فولک راک را دربر می‌گرفت با عناصری که از موسیقی‌های بلوز، جاز، فلامنکو و باروک پاپ به عاریت گرفته بود.
لاو به‌لحاظ تجاری چندان موفق نبود اما به‌عنوان یکی از مهم‌ترین گروه‌های دهه ۱۹۶۰ همواره مورد ستایش منتقدان قرار داشته است. آلبوم تغییرات همیشگی شاهکارشان به‌شمار می‌آید.